# Вексель Мерфі
«Вексель Мерфі» (англ. Murphy's I.O.U.) — американська короткометражна кінокомедія Генрі Лермана 1913 року.

## Сюжет
Мерфі, поліцейський, який здає вексель до лихваря. Його дружина думає, що вона була пограбована і розказує це капітану поліції.

## У ролях
- Фред Мейс — Мерфі
- Мак Сеннет — капітан поліції
- Дот Фарлі — дружина
- Генрі Лерман — Коен
- Нік Коглі — бродяга
- Філліс Аллен
- Роско «Товстун» Арбакл
- Генк Манн
- Чарльз Мюррей
- Аль Ст. Джон